# 洛佐瓦河
洛佐瓦河（烏克蘭語：Лозова），是烏克蘭的河流，位於該國西南部，流經文尼察州，屬於穆拉法河的支流，發源自波皮夫齊，河道全長62公里，流域面積374平方公里。